# Nicolae Rădulescu
Nicolae Rădulescu (n. București ?) este un arhitect român. În anul 1958, pe timpul studenției la Facultatea de Arhitectură București, a fost arestat împreună cu membrii lotului "Rugului Aprins" și împreună cu alți studenți, așa cum au fost George Văsii, Emil Mihăilescu, Șerban Mironescu și Dan Pistol, a fost condamnat la 5 ani de muncă silnică de către judecătorul Emil Hirsch.
A fost închis la închisorile Jilava, Gherla și în lagărele din bălțile Dunării.

## Achitare în 1996
După mulți ani, în 1996, Curtea Supremă de Justiție i-a achitat pe toți membrii lotului Rugul Aprins, ca urmare a unui recurs în anulare pe care părintele Adrian Făgețeanu l-a înaintat Procuraturii Generale.